# 公民纲领 (俄罗斯)

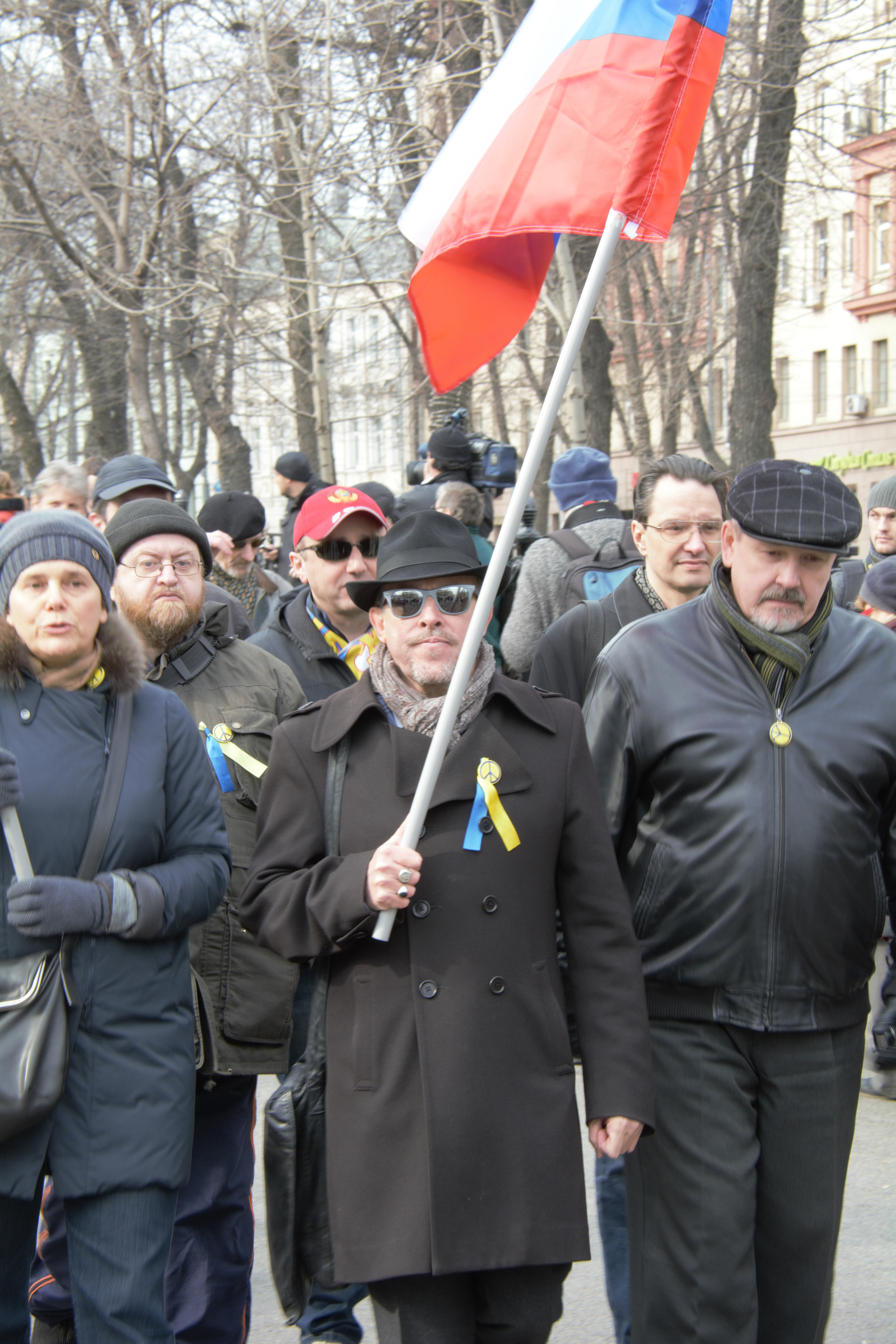
政党领袖伊利那·普罗霍罗娃和Andrei Makarevich于2014 Russian anti-war protests

公民纲领 (俄語：Гражда́нская Платфо́рма，羅馬化：Grazhdanskaya Platforma，IPA：[ɡrɐʐˈdanskəjə plɐtˈformə])是一个自由保守主义 的俄罗斯政党。该党于2012年6月4日由俄罗斯最富有的商人之一米哈伊尔·普罗霍罗夫组建。
该党成立时有500名党员，这是法律要求在俄罗斯注册政党的最低党员数量。

## 目的
根据普罗霍罗夫的说法，公民纲领有兴趣参加人口在50万或以上的城市的市政选举。在俄罗斯，有14个超大城市和23个城市，人口超过50万人。这些地方是最有进取心的人，是那些构成俄罗斯框架的人生活的地方。该党将支持该国的进化发展。

## 历史

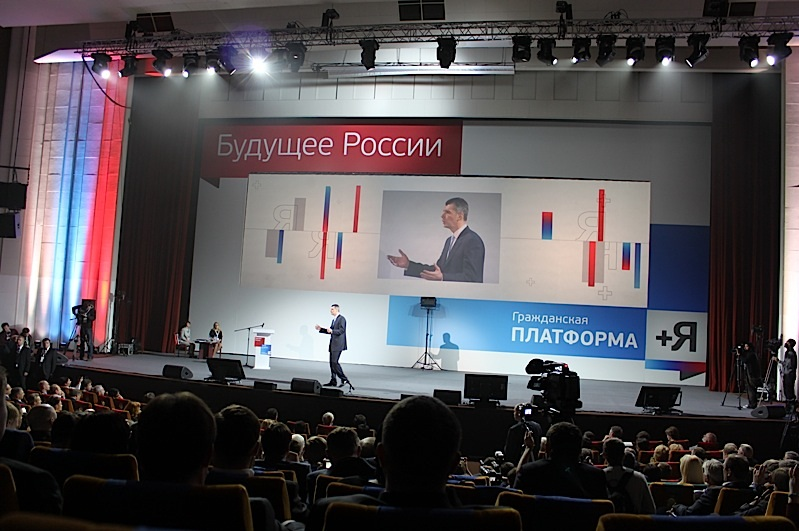
2012年10月公民纲领大会，米哈伊尔·普罗霍罗夫开幕演讲。

2017年12月11日，公民纲领领袖里法特·沙克胡迪诺夫宣布该党将在2018年俄罗斯总统选举中支持现任总统弗拉基米尔·弗拉基米罗维奇·普京。

## 选举结果

### 立法选举
| 国家杜马 |               |        |         |     |                     |
| 选举年   | 得票          | 得票率 | 议席    | +/– | 领袖                |
| 2016     | 115,433 (#13) | 0.22   | 1 / 450 | ▲ 1 | 里法特·沙克胡迪诺夫 |

### 总统选举
| 选举年 | 参选人                                       | 首轮       | 首轮   | 次轮 | 次轮   |
| 选举年 | 参选人                                       | 得票       | 得票率 | 得票 | 得票率 |
| ------ | -------------------------------------------- | ---------- | ------ | ---- | ------ |
| 2018   | 无参选人，支持弗拉基米尔·弗拉基米罗维奇·普京 | 56,430,712 | 76.7   |      |        |